# Valdetorres de Jarama
Valdetorres de Jarama község Spanyolországban, Madrid tartományban. Valdetorres de Jarama El Molar, Talamanca de Jarama, El Casar, Ribatejada, Valdeolmos-Alalpardo és Fuente el Saz de Jarama községekkel határos. Lakosainak száma 5026 fő (2024).

## Népesség
A település népessége az utóbbi években az alábbiak szerint változott:
| Lakosok száma | 2131 | 2870 | 3591 | 3847 | 4170 | 4225 | 4316 | 4497 | 4830 | 5026 |
|               | 2001 | 2004 | 2007 | 2009 | 2012 | 2014 | 2017 | 2019 | 2022 | 2024 |